# Conioscypha lignicola
Conioscypha lignicola är en svampart som beskrevs av Höhn. 1904. Conioscypha lignicola ingår i släktet Conioscypha, ordningen Sordariales, klassen Sordariomycetes, divisionen sporsäcksvampar och riket svampar.   Inga underarter finns listade i Catalogue of Life.